# Pipistrel Virus
Il Pipistrel Virus è un velivolo ultraleggero biposto ad ala alta di fabbricazione slovena, prodotto dalla Pipistrel di Ajdovščina.

## Sviluppo
Lo sviluppo del Virus sulla base del modello gemello Sinus iniziò nel 1997. Il volo inaugurale ebbe luogo nel 1999, ed un anno dopo iniziò la produzione in serie.
Si tratta di un velivolo monomotore con cabina a due posti affiancati, ala alta a sbalzo, coda a T con aerofreno e carrello fisso con configurazione a triciclo o biciclo con ruotino in coda. È disponibile in tre modelli: il Virus 912 con apertura alare di 12 metri, il Virus 912 SW 80 (con "ala corta" ed 80 hp) e il Virus 912 SW 100, entrambi con apertura alare di 10 metri. Il motore, nella versione SW 80, è un Rotax 912 UL dotato di elica a passo variabile, che eroga una potenza di 80 CV a 5 800 giri/min.
Nonostante il giornalista esperto di aviazione Paul Bertorelli, avesse criticato il design della cabina del velivolo per carenza nella resistenza agli urti, il produttore dichiarò che questo tipo di problema fosse tipico degli aeromobili della categoria LSA, e che il progetto non ha portato a traumi cranici durante gli incidenti verificatisi.
Al febbraio del 2014, Pipistrel aveva prodotto più di 600 velivoli Sinus/Virus.
Nell'Aprile del 2016 il Virus SW 121 ricevette la certificazione completa dalla EASA. L'SW 121 è spinto da un motore Rotax 912 S3 ed il suo progetto soddisfece i requisiti per gli aerei sportivi leggeri dell'EASA.

## Impiego operativo

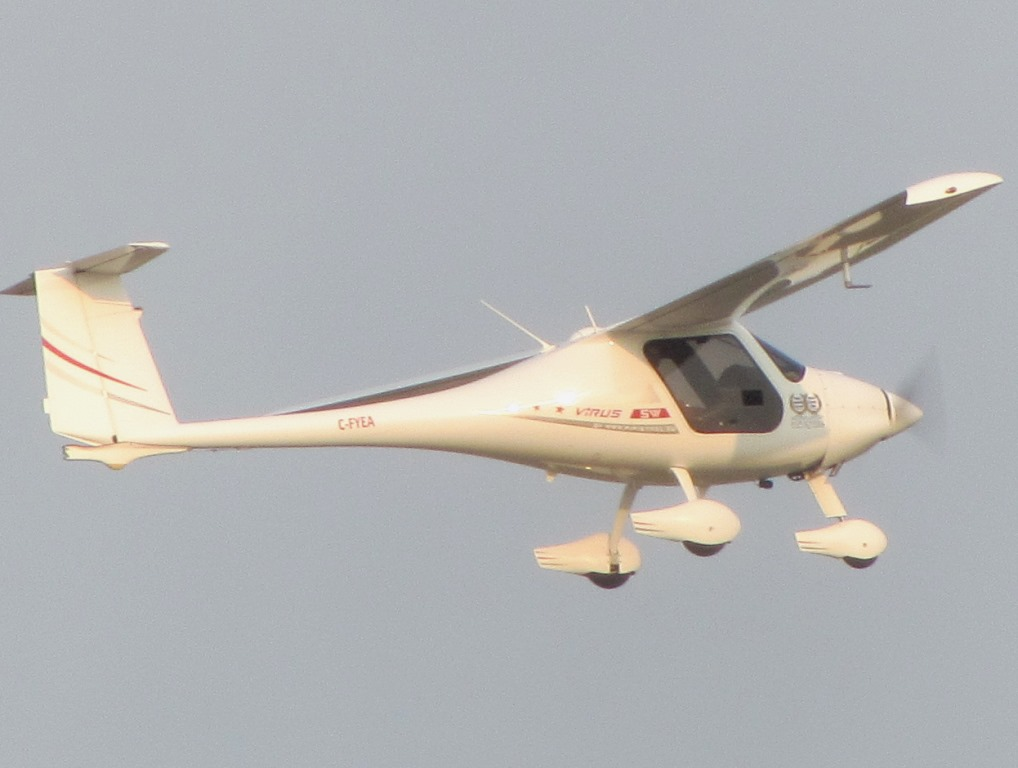
Un Pipistrel Virus SW durante il decollo

Il Virus vinse il NASA 2007 Personal Air Vehicle ed il General Aviation Technology (GAT) Challenge 2008.
L'8 gennaio 2012, il pilota sloveno Matevž Lenarčič tentò di stabilire un record del giro del mondo partendo dalla Slovenia a bordo di un Virus turbo SW 914, sponsorizzato come GreenLight World Flight. Durante il suo volo sorvolò il Monte Everest a un'altitudine di 8 944 m (29 344 piedi), circa 91 m (300 piedi) dalla cima della vetta; questa parte del viaggio non era autorizzata, poiché il Nepal aveva annullato il permesso di effettuare il volo proprio prima di decollare. Completò il volo il 19 aprile 2012, tornando in Slovenia, ed affermando di essere stato il primo a completare un volo del genere senza copilota e dopo aver percorso 62 000 miglia (99 839 km) durante il viaggio.
Il 12 ottobre 2015, la Pipistrel ha vinto una gara internazionale indetta dal Ministero della Difesa indiano per la fornitura di 194 addestratori leggeri destinati all'Indian Air Force (72 velivoli), alla Marina militare indiana (12 velivoli) ed al National Cadet Corps (110 aerei). I Pipistrel Virus SW 80, ridenominati in India Garud (un uccello della Mitologia Hindu), risultano tutti consegnati al settembre 2019, e vengono utilizzati per l'addestramento al volo dei cadetti delle tre forze a cui sono stati assegnati.

## Utilizzatori
India
- Bhāratīya Vāyu Senā

72 Virus SW 80 Garud ordinati ad ottobre 2015 e tutti consegnati al settembre 2019.
- Bhāratīya Nāu Senā

12 Virus SW 80 Garud ordinati ad ottobre 2015 e tutti consegnati all'ottobre 2019.
- National Cadet Corps

110 Virus SW 80 Garud ordinati ad ottobre 2015 e tutti consegnati all'ottobre 2019.
 Stati Uniti
- United States Special Operations Command

Acquistato in numero imprecisato a luglio 2020.